# Новосёловское (Павлоградский район)
Новосёловское (укр. Новоселівське) — посёлок,
Межиричский сельский совет,
Павлоградский район,
Днепропетровская область,
Украина.
Код КОАТУУ — 1223584504. Население по переписи 2001 года составляло 121 человек .

## Географическое положение
Посёлок Новосёловское находится на левом берегу реки Волчья,
выше по течению на расстоянии в 1 км расположен город Павлоград,
ниже по течению на расстоянии в 1 км расположено село Межирич,
на противоположном берегу —  город Павлоград.
Рядом проходят автомобильная дорога М-04 (E 50) и
железная дорога, станция Платформа 119 км.